# Pavel Dufek
Pavel Dufek (* 20. března 1980 Hradec Králové) je český politolog, publicista a vysokoškolský pedagog.

## Studium a kariéra
V roce 1998 maturoval na Gymnáziu Boženy Němcové v Hradci Králové. V roce 2001 získal bakalářský titul, když vystudoval obory politologie a mediální studia a žurnalistika. V roce 2004 získal magisterský titul v oboru politologie na Fakultě sociálních studií Masarykovy univerzity. V roce 2010 si vzdělání rozšířil o doktorský titul ve stejném oboru. V roce 2020 se na své alma mater habilitoval. Na Katedře politologie FSS MU tak působil nejdříve v letech 2005 až 2010 jako asistent, v letech 2010 až 2020 jako odborný asistent a v letech 2020 až 2022 jako docent.
V roce 2022 Dufek přestal na FSS MU pracovat poté, co byl několika studenty obviněn ze sexuálního napadení studentky, ke kterému mělo dojít po proběhlém večírku. Podle Dufka však k sexuálnímu kontaktu mělo dojít za oboustranného souhlasu. V důsledku tohoto obvinění byl Dufkovi nicméně v únoru 2022 ukončen pracovní poměr. V roce 2023 tak začal Dufek vyučovat na Katedře politologie Filozofické fakulty Univerzity Hradec Králové.
V rámci své pedagogické vědecké činnosti se věnuje především tématům politické filozofie a teorie. Je autorem několika publikací v oblasti politologie, například publikace Liberální demokracie v době krize: perspektiva politické filosofie.